# Heliga korsets upphöjelses kyrka, Izjevsk
Heliga korsets upphöjelses kyrka (ryska: Крестовоздвиженский храм; translitteration: Krestovozdvishenskij hram) är en rysk-ortodox kyrkobyggnad belägen i staden Izjevsk, i delrepubliken Udmurtien, i europeiska Ryssland.
Kyrkan är helgad åt Det heliga korsets upphöjelse och har tillhört Izjevsks stift sedan den 15 november 1990.

## Historik
Heliga korsets upphöjelses kyrka i Izjevsk byggdes år 1879 enligt ett ritningar av arkitekt N.I. Kokovikhin.
Under sovjettiden var kyrkan stängd, men öppnades och återinvigas 1996.